# Katarína Kúdelová
Katarina Kudelova est une artiste franco-slovaque née en 1977 à Banská Bystrica (Slovaquie centrale).

## Biographie
Après une enfance en Slovaquie, où l'imprégnation de la nature mais aussi l'isolement et la pauvreté la marqueront durablement, elle s'installe en France en 1996 pour suivre des études artistiques à l'École des beaux-arts d'Angers.
Elle suit un post diplôme international à L'Ecole des Beaux Arts de Nantes.
Son travail plastique exploite la sculpture et la performance, constamment en interaction. L'humain, l'animal, la fragilité et les dispositifs menaçants habitent son univers artistique et composent les dispositifs qu'elle construit.

## Études, prix et résidences
- 2007 Résidence Le vent des forêts, Fresnes au mont
- 2004/2005 Post diplôme international (École régionale des beaux-arts de Nantes)
- 2003 Prix de la ville de Vanves émergence(s)
- 2003 Résidence Alliages, Champagnole
- 2003 Résidence, Centre d’Art Sacré Contemporain, Pontmain
- 2002 Aide individuelle à la création de la DRAC Pays de Loire
- 2001 Diplôme national supérieur d'expression plastique, avec les félicitations du jury

## Expositions permanentes
- sentier d'art en paysage Le vent des forêts, Meuse

## Expositions personnelles
- 2008 août/septembre - Room 19_21, galerie nationale, Banská Bystrica
- 2008 juillet/août - Art à la pointe, Cap Sizun
- 2008 avril - Tensions, B-gallery, Bruxelles
- 2007 octobre - galerie de la jeune création, Paris
- 2005 juin - galerie L.O.V.E., Nantes
- 2004 janvier - galerie Borderline, Nantes
- 2000 octobre – novembre - Chapelle Saint Eman, Espace d’Art Contemporain, Chartres

## Expositions collectives
- 2009 octobre/janvier 2010 - Causa Corporalis, galerie nationale, Banská Bystrica
- 2009 septembre/octobre - 8e Biennale, musée français de la carte à jouer, Issy
- 2009 juillet/décembre - 9e triennale internationale de mini-textiles, Musée Jean-Lurçat et de la tapisserie contemporaine, Angers
- 2009 mai/juin - Centre d'art contemporain de Montrelais
- 2009 mai/juin - Alegorie/identity, avec l’association l'Entreprise, galerie nationale, Banská Bystrica
- 2009 janvier En découdre, Fondation Ecureuil, Toulouse
- 2008 décembre Au lit avec mon artiste, hôtels Le Quartier, Le Général, Paris
- 2008 novembre - galerie croissant / studio DVO, Bruxelles
- 2008 juillet - galerie A vous de voir, Saint Mathurin sur Loire
- 2007 décembre - Assonance, galerie Kennory Kim, Paris
- 2007 octobre - Le regard des autres, biennale armoricaine d'art contemporain, musée de Saint-Brieuc
- 2007 juillet - [décamper] espace d'art contemporain en milieu rural Le Vent des forêts, Meuse
- 2006 novembre/décembre - Lâchés dans la nature, La grande galerie, Espace culturel Condorcet, Viry Chatillon
- 2005 septembre - Jeune création, salon international, Paris
- 2005 juin - Diabolo Nantes, Le Lieu unique, Nantes
- 2005 mai - Art HEC, Jouy en Josas
- 2004 décembre - 35h., Laboratoires d’Aubervilliers
- 2004 octobre - projection des vidéos, centre d’art Passerelle, Brest
- 2004 octobre - Junge Kunst aus Frankreich avec l’association Jeune Création, Berlin
- 2004 octobre - Nuit blanche (projection d’images et vidéos) avec l’association Jeune Création, Paris
- 2004 septembre/novembre - De fil en écrit, Atelier d’Estienne, Pont-Scorff
- 2004 juillet - LE K.O.U.A.C. avec l’association Tournachon, château d'Oiron
- 2004 février - Jeune création, salon international, Paris
- 2003 novembre/décembre - Temps du dessin avec l’association La retouche Angevine-collectif G8, Angers
- 2003 novembre - émergence(s), Vanves
- 2003 octobre/novembre - De Firmin à Marguerite, le Carré, Chapelle du Genêteil, Château-Gontier
- 2003 septembre/octobre - Résidence et exposition, Alliages 2003, Champagnole
- 2003 avril/mai - Résidence et exposition, Centre d’Art Sacré Contemporain, Pontmain
- 2003 février - Jeune création, salon international, Paris
- 2002 décembre - Boucherie, charcuterie, traiteur avec l’association La retouche Angevine-collectif G8, Angers
- 2000 janvier - Projection des films vidéo d’écoles, Festival Premiers Plans d'Angers
- 1999 novembre - Festival Réactions sous terre, site troglodyte Les Perrières, Doué la Fontaine

## Publications
- Catalogue de l'exposition Art à la Pointe, 2008
- Catalogue de l'exposition Le regard des autres, 2007
- Catalogue de l'exposition Lâchés dans la nature, 2006
- Catalogues des expositions Jeune création 2003, 2004, et 2005
- Catalogue de l’exposition Salon Art HEC, 2005
- Catalogue de l'exposition à plus-Junge Kunst aus Frankreich
- Article dans le magazine Le journal des Laboratoires no 3, 2004 par Guillaume Baudin
- Article dans le magazine ETC Montréal no 67, 2004 par Joan Doré
- Catalogue de l'exposition De fil en écrit
- Catalogue de la résidence au Centre d'Art Sacré   Contemporain, Pontmain
- Article dans le magazine 303, Arts, Recherches et Créations no 76, 2003 par Pierre Giquel